# Foix Katalin navarrai hercegnő
Foix Katalin (1460 után – 1494 előtt), franciául: Catherine de Foix, princesse de Navarre, okcitánul: Catarina de Fois, spanyolul: Catalina de Foix, infanta de Navarra, baszkul: Katalina Foixkoa, navarrai királyi hercegnő (infánsnő). Candale-i Anna magyar királyné édesanyja.

## Élete
I. Eleonóra navarrai királynőnek és IV. Gastonnak, Foix grófjának a lánya. Anyjának, I. Eleonórának a trónra lépte nyitott utat 1479-ben a Foix grófi ház felemelkedésének, hiszen I. Eleonóra királlyá koronázásával a gyerekei navarrai királyi hercegek és hercegnők (vagy más néven infánsok és infánsnők) lettek, míg addig csak a grófi címet viselték apjuk, IV. Gaston, Foix grófja után. Foix Katalin is ekkortól lett navarrai királyi hercegnő, és a 8. helyen állt a trónöröklési sorban anyja, I. Eleonóra királynő trónra léptekor. Egy hónappal később, anyja halálakor és unokaöccsének, a szintén a Foix-Grailly-házból származó I. Ferenc Phoebus navarrai királynak a trónra léptével a 7. helyre került, de Ferenc király halála után 1483-ban, unokahúgának, I. Katalinnak a trónra kerülése sem változtatott nagyban a trónöröklési sorrendjén. I. Katalin volt a második, és egyben utolsó navarrai király a Foix-Grailly-házból, amely 1479–1517 között uralta Navarrát. Foix Katalin hercegnő esetleges navarrai trónöröklése azonban nem csak attól függött, hogy hányadik helyen áll a rangsorban, hanem hogy melyik frakció volt éppen hatalmon, amelyek más-más trónjelöltet támogattak. Katalin bátyja, János, Narbonne algrófja (1450 után–1500) ugyanis vitatta a nők trónöröklési jogát a férfiakkal szemben, így önmagát tekintette Navarra jogos királyának 1483-ban, unokahúga trónra léptekor, ezért a királyságban egészen 1494-ig, I. Katalin királynő pamplonai megkoronázásáig polgárháború dúlt. Katalin infánsnőnek sem életében nem volt esélye a navarrai trón betöltésére, sem gyerekei nem kerültek hozzá közel, viszont lánya, Candale-i Anna királyné révén az utódai a Habsburg–Jagelló házassági szerződésnek köszönhetően a spanyol Habsburgok révén navarrai királyok is lettek.
1475-ben eljegyezték Laval Péterrel, Montafilant urával, XIV. Guidónak, Laval grófjának a fiával, aki azonban az eljegyzés után még ugyanabban az évben meghalt. Így a következő, 1476-os évben eljegyezték nővére, Foix Margit egykori vőlegényével, Foix Gaston Jánossal, I. Jánosnak, Kendal, majd Candale és Benauges grófjának, valamint De la Pole Margitnak, Kendal grófnéjénak a fiával, akivel másod-unokatestvérek voltak, mivel nővére 1471-ben II. Ferenc breton herceg felesége lett. Gaston Jánossal végül 1479. június 5-én kötötték meg a házassági szerződést. Férjével mindketten a Foix-Grailly-házból származtak, de csak Katalin volt az uralkodóház királyi ágának tagja. Az első Foix grófi ház I. Mátyás grófnak – és feleségének, Johanna aragón infánsnőnek, I. János aragóniai király lányának a jogán aragón trónkövetelőnek – (1363–1398) a gyermektelen halála után 1398-ban a nővérének, Foix Izabellának (Erzsébet; 1361–1428) Archambaud de Graillyvel, Benauges algrófjával (1330/45–1412) történt házassága révén átadta helyét a Grailly-háznak, azaz a második Foix grófi háznak, ezért használják mindkét megjelölést külön-külön, vagy éppen a kettőt kombinálva az új uralkodóház megjelölésére.
Az uralkodócsalád már a királyi cím megszerzése előtt is a francia főnemesség tagja volt, viszont birtokaiknak dél-franciaországi elhelyezkedése miatt az occitán nyelvterülethez is erősen kötődtek, így a családtagok mindenképpen kétnyelvűek lehettek.
Katalin halála után férje újra megnősült, majd mikor gyerekei apjuk halálával elárvultak, a lánya, Candale-i Anna a francia udvarba került Bretagne-i Anna királyné pártfogása alá, aki II. Ulászlóhoz adta feleségül.

## Gyermekei
- Férjétől, II. (Foix) Gaston Jánostól (1448 körül–1500), Candale és Benauges grófjától, 4 gyermek:
  - Gaston (–1536), III. Gaston néven Candale grófja, felesége Márta (Mattea) (–1569), Astarac grófnője, 10 gyermek
  - Péter, le Pont ura, Langon bárója, felesége du Pont-l'Abbé Lujza (–1526), nem születtek gyermekei
  - János (1483 körül–1529), Bordeaux érseke (1501–1529)
  - Anna (1484–1506), 1502-től magyar és cseh királyné, férje II. Ulászló (1456–1516) magyar és cseh király, 2 gyermek:
    - Anna (1503–1547) magyar, cseh és horvát királyi hercegnő, férje I. Ferdinánd (1503–1564), Ausztria főhercege, magyar, cseh és német király, IV. (Szép) Fülöpnek, a németalföldi (burgundi) tartományok uralkodójának és II. Johanna kasztíliai királynőnek a fia, 15 gyermek, többek között:
      - I. Miksa (1527–1576), 1564-től magyar és horvát, cseh és II. Miksa néven német király, német-római császár, felesége Habsburg Mária (1528–1603) ausztriai főhercegnő, kasztíliai infánső, V. Károly német-római császár lánya, 15 gyermek, többek között:
        - Habsburg Anna (1549–1580), férje II. Fülöp (1527–1598), kasztíliai (spanyol) király, I. Fülöp néven aragón király, IV. Fülöp néven (Felső-)Navarra királya, 5 gyermek, többek között:
          - III. Fülöp (1527–1598), kasztíliai (spanyol) király, II. Fülöp néven aragón király, V. Fülöp néven (Felső-)Navarra királya

    - II. (Jagelló) Lajos (1506–1526) magyar és cseh király, felesége Habsburg Mária ausztriai főhercegnő, kasztíliai infánsnő (1505–1558), gyermekei nem születtek, 1 természetes fiú